# アメリカフウロ
アメリカフウロ（亜米利加風露、Geranium carolinianum）は、フウロソウ科フウロソウ属の雑草。北アメリカ原産の帰化植物。日本国内では、1932年に京都で発見された。現代では全国的に広がり、全国の道ばたなどでよく見かける野草である。

## 概要
草丈は数十cm程度で、枝分かれを繰り返しながら横に広がる。小さいものから高さ40cmほどと大きく成長するものもある。 葉は大きく3～5裂し、それぞれの裂片はさらに分かれている。葉には長い柄があり、手のひらのような特徴的な形をしている。花は直径5mm程度で、花びらは5枚。色は薄いピンク色である。花びらが散ると、花の中央がだんだんと伸びてきてその根元に実ができる。最初は緑色をしているが、熟すと黒くなる。
在来種のゲンノショウコと同じ仲間である。アメリカフウロの葉はしばしば赤い縁取りが入り、ゲンノショウコ特有の黒い斑点が見られない。